# Кси Водолея
Кси Водолея (лат. ξ Aquarii), 23 Водолея (лат. 23 Aquarii), HD 205767 — двойная звезда в созвездии Водолея на расстоянии приблизительно 166 световых лет (около 51 парсека) от Солнца. Видимая звёздная величина звезды — +4,69m. Орбитальный период — около 8016 суток (22,501 лет).

## Характеристики
Первый компонент — белая звезда  спектрального класса A7V. Масса — около 1,9 солнечной, радиус — около 3 солнечных, светимость — около 34 солнечных. Эффективная температура — около 7925 К.
Второй компонент — красный или белый карлик. Масса — около 0,9 солнечной.